# Gheorghe Gruia
Gheorghe Gruia (Bucarest, 2 ottobre 1940 – Città del Messico, 9 dicembre 2015) è stato un pallamanista e allenatore di pallamano rumeno.
Nel 1992 è stato nominato miglior giocatore di tutti i tempi dalla Federazione Internazionale di Pallamano.

## Palmarès

### Giocatore

#### Competizioni nazionali
- Campionato rumeno: 8

Steaua Bucarest: 1962-1963, 1966-1967, 1967-1968, 1968-1969, 1969-1970, 1970-1971, 1971-1972, 1972-1973

#### Competizioni internazionali
- Coppa dei Campioni / Champions League: 1

Steaua Bucarest: 1967-1968